# Проект почтовой марки
Прое́кт почто́вой ма́рки — в филателии выполненный художником рисунок, прототип будущей почтовой марки, представленный заказчику (эмитенту почтовых марок) для участия в конкурсе (рассмотрении), предшествующий типографской стадии печатания марки.

## Описание
Проект почтовой марки следует отличать как от эссе (напечатанного прототипа, эскиза почтовой марки, предполагавшейся к выпуску в почтовое обращение, но не утверждённой и потому нереализованной), так и от пробной марки (отпечатанного прототипа марки, утверждённой к выпуску).
Проекты марок обычно выполняются в увеличенном формате по сравнению с выпущенной в почтовое обращение маркой (в масштабе от 20:1 до 100:1). Разрабатывая проект рисунка марки, художник вынужден принимать во внимание предполагаемый способ изготовления марки. Тексты в проект марки иногда не включаются, поскольку их делают отдельно набором.
Проекты марок встречаются редко, так как обычно их производят в единичном экземпляре только в качестве образцов, и они не поступают в открытую продажу. Доступ к ним, как правило, имеют только лица, работающие в этой же системе. Проекты обычно хранятся в почтовых музеях и почтовых архивах или у художника, нарисовавшего проект марки, но иногда попадают в частные коллекции. Проекты вызывают определённый интерес у филателистов, поскольку наглядно демонстрируют первый этап творческого процесса создания почтовой марки.